# Tekla Ignat'evna Valentinovič
Tekla Ignat'evna Valentinovič, in russo Текла Игнатьевна Валентинович? (24 settembre 1801 – 25 ottobre 1873), è stata una nobildonna russa.

## Biografia
Era la figlia del governatore di Vilnius.

## Matrimoni

### Primo matrimonio
Nel 1814, il principe Platon Aleksandrovič Zubov (1767-1822), si innamorò perdutamente di lei. La notò per le strade di Vilnius e ordinò al suo aiutante di portarla a casa sua. Offrì alla sua famiglia enormi benefici, ma venne fortemente respinto.
In seguito riuscì a trovare un partito per la sorella di Tekla e riuscì a conquistarla. La coppia si sposò nel 1821 ed ebbero una figlia:
- Aleksandra Platonovna (1822-1824)

Suo marito morì tre settimane dopo la nascita della loro unica figlia. Tekla ereditò un'enorme fortuna, una manciata di diamanti, di cui tre erano di acqua purissima, e un ritratto di Caterina II.
I parenti del marito la citarono in giudizio per la mancanza di un testamento. Il processo ebbe luogo a Varsavia, dove catturò l'attenzione di Nikolaj Nikolaevič Novosil'cev. Il processo si concluse in favore di Tekla, che andò a vivere a Vienna.

### Secondo matrimonio

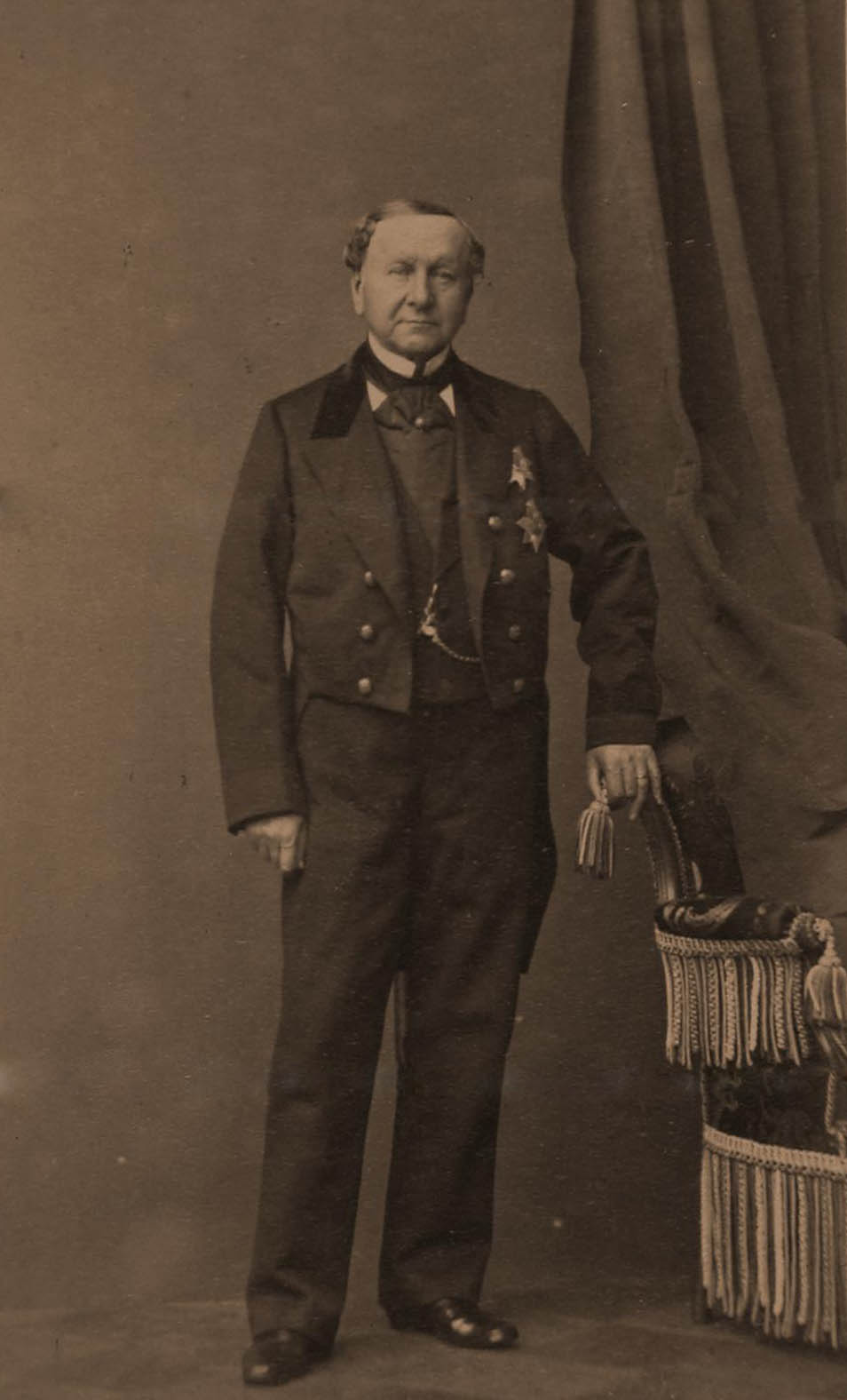
Il conte Andrej Petrovič Šuvalov, nel 1865, fotografia di Johann Heinrich Denier.

Nella capitale austriaca Tekla si avvicinò alla moglie dell'ambasciatore russo, Julija Francisovna Konopka, e si innamorò di un giovane segretario dell'ambasciata, il conte Andrej Petrovič Šuvalov (1802-1873), figlio di Pëtr Andreevič Šuvalov, che era di un anno più giovane di lei. (Poco prima della sua partenza dalla Russia, era fidanzato con Sof'ja Naryškina, figlia illegittima di Alessandro I, ma morì di tubercolosi prima del matrimonio.)
La coppia si sposò nel 1826 ed ebbero quattro figli:
- Pëtr Andreevič (1827-1889);
- Sof'ja Andreevna (1829-1912), sposò il conte Aleksandr Alekseevič Bobrinskij, ebbero cinque figli;
- Pavel Andreevič (1830-1908)
- Ol'ga Andreevna (1833-1859).

Per lei Andrej rifiutò la carriera diplomatica e andò con lei a Firenze, dove vissero per un anno.
A San Pietroburgo la loro casa divenne un punto di ritrovo di tutta l'alta società.

## Morte
Morì il 25 ottobre 1873, quattro mesi dopo il marito.